# Hrómundartindur

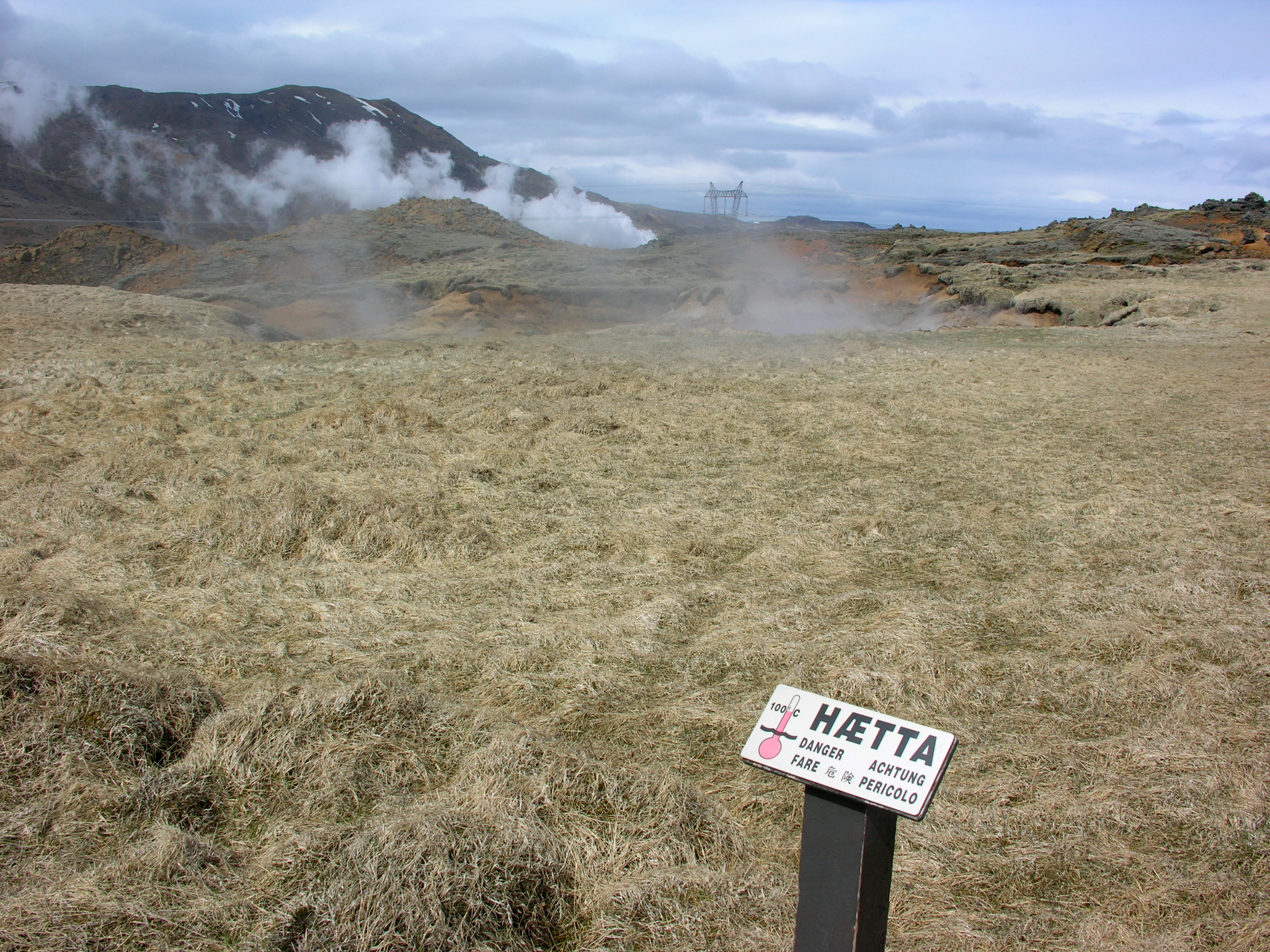
Am Ölkelduháls, im Hintergrund der Gipfel Skeggi

Der Vulkan Hrómundartindur befindet sich im Südwesten Islands auf dem Gemeindegebiet von Grímsnes og Grafningur. Der Vulkan liegt zwischen dem See Þingvallavatn und dem Ort Hveragerði. Er erreicht eine Höhe von 561 m.

## Das Vulkansystem des Hrómundartindur

### Zusammenhang mit Hengill
Man hat ihn lange dem Hengill-System zugerechnet, doch inzwischen hat man festgestellt, dass er offensichtlich über eine eigene Magmakammer verfügt. Es handelt sich also um einen Zentralvulkan mit eigenem Vulkansystem.

### Eruptionsgeschichte
Hengill und Hrómundartindur entstanden während Kaltphasen unter Gletschern der Eiszeit. Beide brachen auch im Holozän aus.
Hrómundartindur produzierte dabei sowohl basische (Kissen-)Laven als auch andesitisches Gestein.
Der zum selben System gehörende Schlackenkegel Tjarnarhnjúkur brach zuletzt vor ca. 9.000 Jahren aus. Dabei produzierte er einige Felder basaltischer Pahoehoe-Laven, die den Abfluss eines kleinen Gletschersees verstopften, eines Vorgängers des heutigen Sees Þingvallavatn.

### Hochtemperaturgebiete
Hochtemperaturgebiete liegen an seinem Fuße und teilweise an seinen Hängen sowie auch des benachbarten Berges Tjarnarhnúkur. Das zentrale Heißquellengebiet heißt Ölkelduháls und liegt an seinem Fuß auf der Hochebene Hellisheiði. Aber auch die Quellen des Klambragil-Tales gehören zu diesem System.

### Hengill-Triple-Junction
Die aktive Vulkanzone im Westen Islands macht hier einen Knick, wobei die Vulkansysteme der Brennisteinsfjöll noch zur W-O-Richtung gehören, die des Hengill schon zur SW-NO-ausgerichteten Vulkankette. Gleichzeitig befindet sich hier die aktive Riftzone und stößt auf die südliche Transformzone, die in Ostrichtung bis zur Östlichen Vulkanzone mit Hekla und Mýrdalsjökull reicht, oft von Erdbeben erschüttert wird und von sehr zahlreichen Spalten durchzogen ist.
Im Südosten grenzt das Grensdalurvulkansystem an das des Hrómundartindur an.
Die Gegend um den Hrómundartindur mit den angrenzenden Vulkansystemen Hengill und Grensdalur ist ständigen Veränderungen unterworfen, liegt sie doch direkt auf der Riftzone des Mittelatlantischen Rückens.
Dies sah man deutlich in den letzten Jahren an Aufwölbungen im System, die besonders nach 1994 und im Jahre 2000 hervortraten und an den starken Erdbeben im Sommer 2008, einer Erdbebenserie, die im stark verminderter Kraft im April 2009 noch anhielt.

## Wandern im Gebiet

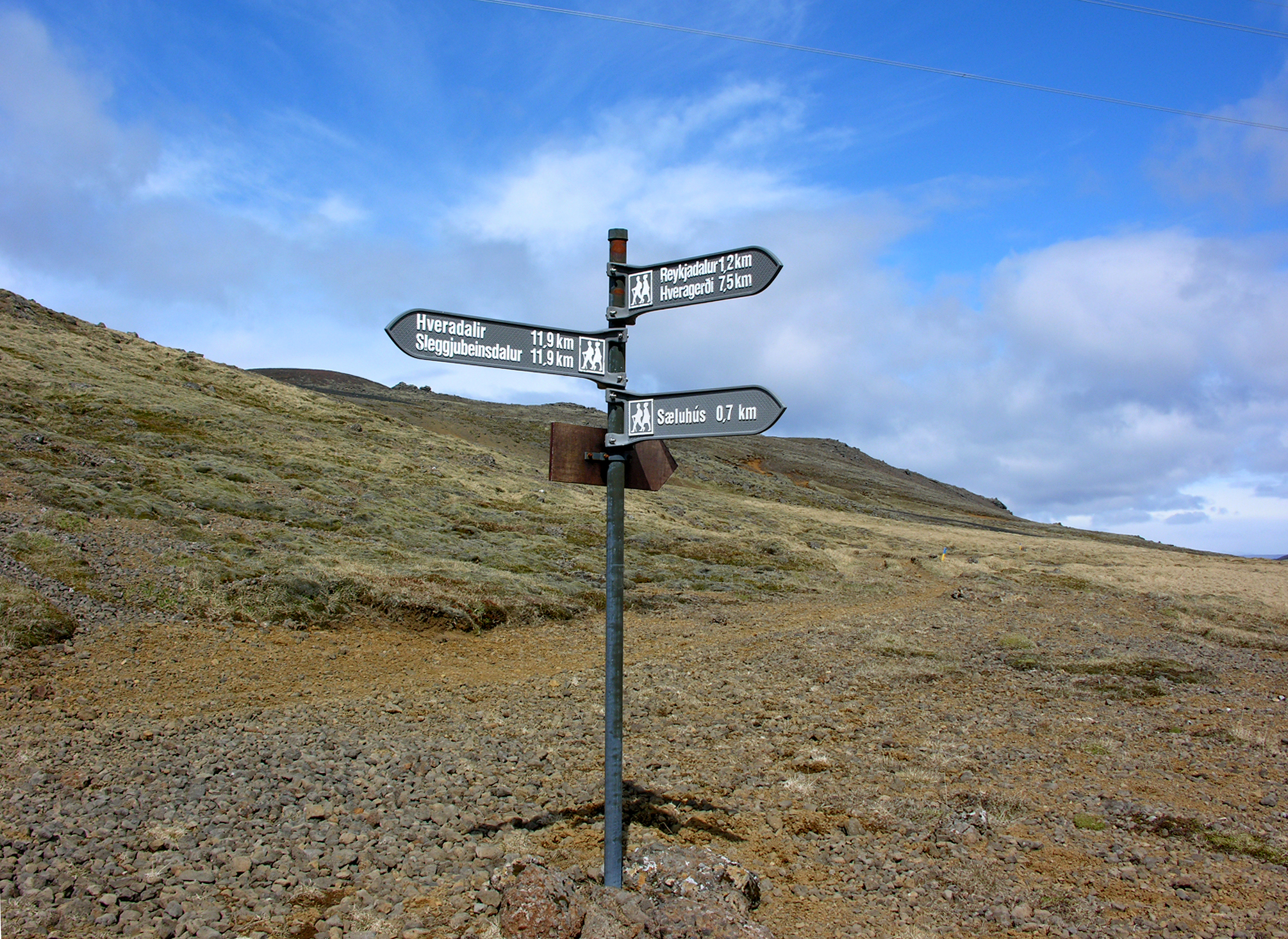
Wanderwege im Gebiet des Hrómundartindur

Es gibt zahlreiche markierte Wanderwege auf diese Berge und um sie herum etwa zu den kleinen Seen Kattartjörn.